# Krenobiont
Krenobiont – gatunek żyjący w początkowym odcinku rzek (w źródłach i ich początkowych odpływach), biologicznie przystosowany do specyficznych warunków panujących w takich wodach (czystych, ale zimnych i słabo natlenionych). Ze względu na zbyt małą ilość wody wśród krenobiontów brak ryb.
Przykładowe krenobionty to ślimaki przytulik strumieniowy czy źródlarka karpacka lub płaziniec wypławek alpejski.